# Rignano Garganico
Rignano Garganico – miejscowość i gmina we Włoszech, w regionie Apulia, w prowincji Foggia.
Według danych na rok 2004 gminę zamieszkiwało 2295 osób, 26,1 os./km².